# Kommissarie Anna Travis
Kommissarie Anna Travis (Above Suspicion) är ett brittiskt kriminaldrama från 2008. TV-serien är baserad på Lynda La Plantes romaner Above Suspicion och The Red Dahlia. Titelrollen spelas av  Kelly Reilly. Serien började att sändas på TV4 den 10 maj 2010.